# ایستگاه آنجینزوکا
ایستگاه آنجینزوکا (انگلیسی: Anjinzuka Station) یک ایستگاه راه‌آهن وابسته به شرکت راه‌آهن کیکیو در یوکوسوکا، کاناگاوا، ژاپن است.